# Koffi Sama
Koffi Sama (ur. 1944) – togijski polityk, były premier Togo od 29 czerwca 2002 do 8 czerwca 2005.
Po śmierci rządzącego przez 38 lat prezydenta Gnassingbé Eyadéma 5 lutego 2005 oznajmił wiadomość nazywając to wydarzenie narodową katastrofą. Jego następcą na stanowisku premiera został Edem Kodjo.